# Front espagnol de libération nationale
Le Front espagnol de libération nationale (en espagnol : Frente Español de Liberación Nacional, FELN) était une organisation républicaine espagnole fondée en 1963 par Julio Álvarez del Vayo, militant du Partido Comunista de España (marxista-leninista) avec le but de continuer la Guérilla anti-franquiste. 
Après l'abandon de la guérilla comme méthode de lutte par le Parti communiste d'Espagne, Álvarez del Vayo a constitué le FELN avec certains membres dissidents du PC espagnol qui croyaient en la lutte armée comme moyen de libération nationale contre le régime de Franco. 
Devant la forte répression de la police espagnole et la militarisation de l'ordre public, le FELN a eu très peu de succès dans sa lutte contre le système franquiste et la plupart des exilés republicains espagnols voyaient les efforts de Álvarez del Vayo comme excessivement optimistes. En juin 1964 Andrés Ruiz Márquez, le "Coronel Montenegro", membre d'un commando du FELN, fut arrêté à la suite d'une série d'attentats à Madrid. Le FELN a disparu en 1970, remplacé par le Front révolutionnaire antifasciste et patriote (FRAP), fondé aussi par Álvarez Del Vayo avec un groupe de membres du PC (marxiste-leniniste) espagnol inspirés par la force des manifestations de Mai 68 en France.

## Sources
1. ↑  FRAP - Del Vayo
2. ↑  Álvarez del Vayo, el ultimo optimista
3. ↑  FIJL: Boletin de Informacion - El "Caso Montenegro"
4. ↑  Archivo Linz - El terrorista Andrés Ruiz Márquez fue detenido por la policia en la calle de Serrano
5. ↑  FRAP - Grupo Armado